# ラウラ・ディ・トーマ
ラウラ・ディ・トーマ（Laura Di Toma, 1954年9月5日 - ）は、イタリアの柔道選手。階級は61kg級。段位は6段。

## 人物
1974年のヨーロッパ選手権では公開競技ながら66kg級で優勝した。1976年のヨーロッパ選手権66kg級では3位だったが、無差別では優勝を飾った。その後、階級を61kg級に下げると、1980年のヨーロッパ選手権で優勝を果たした。さらに、ニューヨークで初開催となった女子の世界選手権61kg級に出場して銀メダルを獲得した。1983年のヨーロッパ選手権には66kg級で出場して優勝を果たした。1984年の世界選手権61kg級では5位だった。1986年の世界選手権でも5位となった。

## 主な戦績
66kg級での戦績
- 1974年 - ヨーロッパ選手権　公開競技　優勝
- 1975年 - ヨーロッパ選手権　66kg級　3位　無差別　3位
- 1976年 - ヨーロッパ選手権　66kg級　3位　無差別　優勝

61kg級での戦績
- 1979年 - ヨーロッパ選手権　3位
- 1980年 - ヨーロッパ選手権　優勝
- 1980年 - 世界選手権　2位
- 1981年 - ヨーロッパ選手権　2位
- 1982年 - オーストリア国際　優勝
- 1983年 - ヨーロッパ選手権　66kg級　優勝
- 1983年 - オーストリア国際　優勝
- 1984年 - ヨーロッパ選手権　3位
- 1984年 - オランダ国際　優勝
- 1984年 - 世界選手権　5位
- 1984年 - 福岡国際　3位
- 1986年 - 世界選手権　5位